# 2023年世界陸上競技選手権大会エリトリア選手団
2023年世界陸上競技選手権大会エリトリア選手団は、2023年8月19日から8月27日までハンガリーのブダペストで開催された第19回世界陸上競技選手権大会のエリトリア選手団。

## 選手団
- 人員: 選手 6人

## 選手名簿・結果
| 選手                     | 種目         | 結果          | 順位     |
| ------------------------ | ------------ | ------------- | -------- |
| メルハウィ・メブラートゥ | 男子10000m   | 28分50秒62    | 19位     |
| ゴイトム・キフレ         | 男子マラソン | 2時間21分28秒 | 48位     |
| オクベ・ルエソム         | 男子マラソン | 途中棄権      | 途中棄権 |
| ベルハネ・テクレ         | 男子マラソン | 2時間16分08秒 | 33位     |
| ドルシ・テスフ           | 女子マラソン | 2時間28分54秒 | 10位     |
| ナズレット・ウェルドゥ   | 女子マラソン | 2時間27分23秒 | 8位      |